# Hugh Cholmondeley (2e baron Delamere)
Pour les articles homonymes, voir Hugh Cholmondeley.
Hugh Cholmondeley, 2e baron Delamere ( /tʃ ʌ m l i /, 3 octobre 1811-1er août 1887), est un pair et homme politique britannique.

## Biographie
Hugh Cholmondeley est le fils aîné de Thomas Cholmondeley (1er baron Delamere) et d'Henrietta Elizabeth Williams-Wynn, fille de Watkin Williams-Wynn (4e baronnet) et Charlotte Grenville, et petite-fille du Premier ministre George Grenville.
Il est élu au Parlement pour le Denbighshire en tant que conservateur en 1840, siège qu'il occupe jusqu'en 1841, puis représente Montgomery de 1841 à 1847. En 1855, il est appelé à la Chambre des lords lorsqu'il succède à son père comme second baron Delamere.
En 1848, il épouse Lady Sarah Hay-Drummond, fille de Thomas Hay-Drummond (11e comte de Kinnoull), et le couple est sans enfant lorsqu'elle est décédée en 1859. Il se marie de nouveau en 1860, cette fois avec Augusta Emily Seymour, fille de George Hamilton Seymour. Ils ont :
- Hugh Cholmondeley (3e baron Delamere) (28 avril 1870 - 13 novembre 1931)[1]; épouse Lady Florence Cole, fille de Lowry Cole (4e comte d'Enniskillen), et Charlotte Baird, en 1899. Il se remarie en 1928, avec Gwladys Beckett, qui devient plus tard la deuxième femme maire de Nairobi.
- Sybil Cholmondeley (29 décembre 1871 - 26 mai 1911)[2]; épouse Algernon Burnaby (en).

Le baron Delamere est décédé à 75 ans en août 1887; et son fils de son deuxième mariage, Hugh Cholmondeley, lui succède. Lady Delamere est décédée en 1911.